# Alur Linci
Alur Linci is een bestuurslaag in het regentschap Aceh Singkil van de provincie Atjeh, Indonesië. Alur Linci telt 205 inwoners (volkstelling 2010).